# Dendrocygne d'Eyton
Dendrocygna eytoni
Espèce
Statut de conservation UICN

 LC  : Préoccupation mineure
Le Dendrocygne d'Eyton (Dendrocygna eytoni) appartient à la famille des anatidés. Il vit uniquement en Australie.

## Nomenclature
Son nom commémore le naturaliste britannique Thomas Campbell Eyton (1809-1880).

## Description
Mesurant entre 40 et 45 cm, sa silhouette est plus fine que celle des autres dendrocygnes. Le plumage est de différentes teintes de brun, plus clair sur le cou et la tête, plus foncé sur le dos. Les plumes des flancs sont de couleur blanche avec un liseré noir ; elles sont allongées et pointues et constituent le meilleur moyen d'identification de l'espèce.
Les juvéniles ont la partie antérieure des flancs plus faiblement barrée de noir et les plumes des flancs moins longues.

## Habitat
Cette espèce ne se rencontre que dans le nord et l'est de l'Australie. Elle y fréquente les prairies humides, les marais et les lagunes.

## Biologie
C'est une espèce sociable qui forme de grands groupes souvent en compagnie du Dendrocygne à lunules. Il se nourrit la nuit principalement au sol. La nidification débute avec l'arrivée des pluies, le nid est un creux dans les hautes herbes toujours près de l'eau.
En période de sécheresse, le dendrocygne d'Eyton se livre au nomadisme.

## Populations
La population est estimée entre 100 000 et 1 000 000 d'individus. Le Dendrocygne d'Eyton est protégé dans certains états australiens et n'est pas menacé.

## Galerie

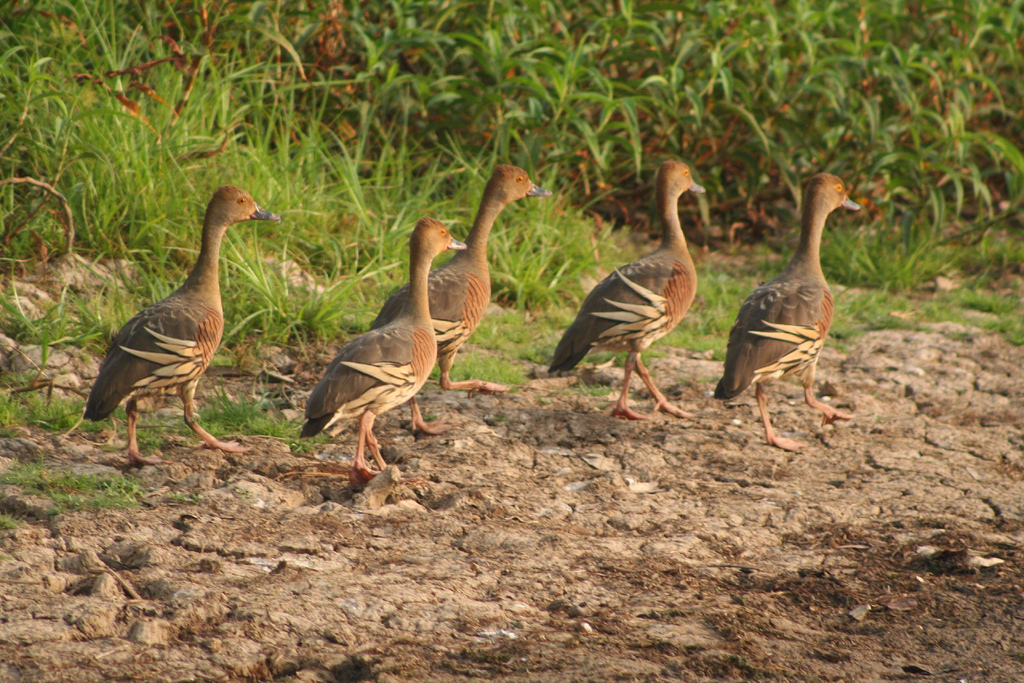
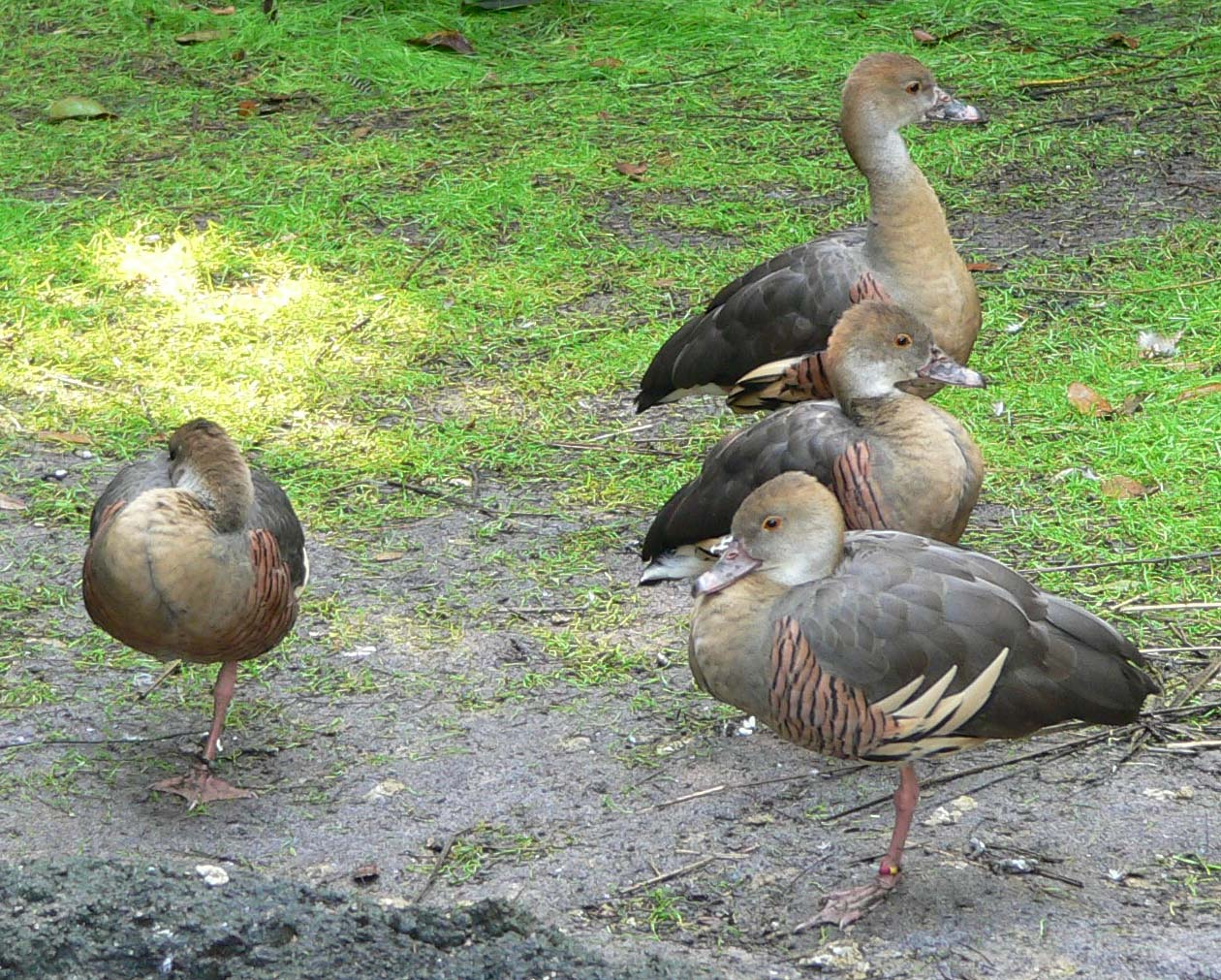
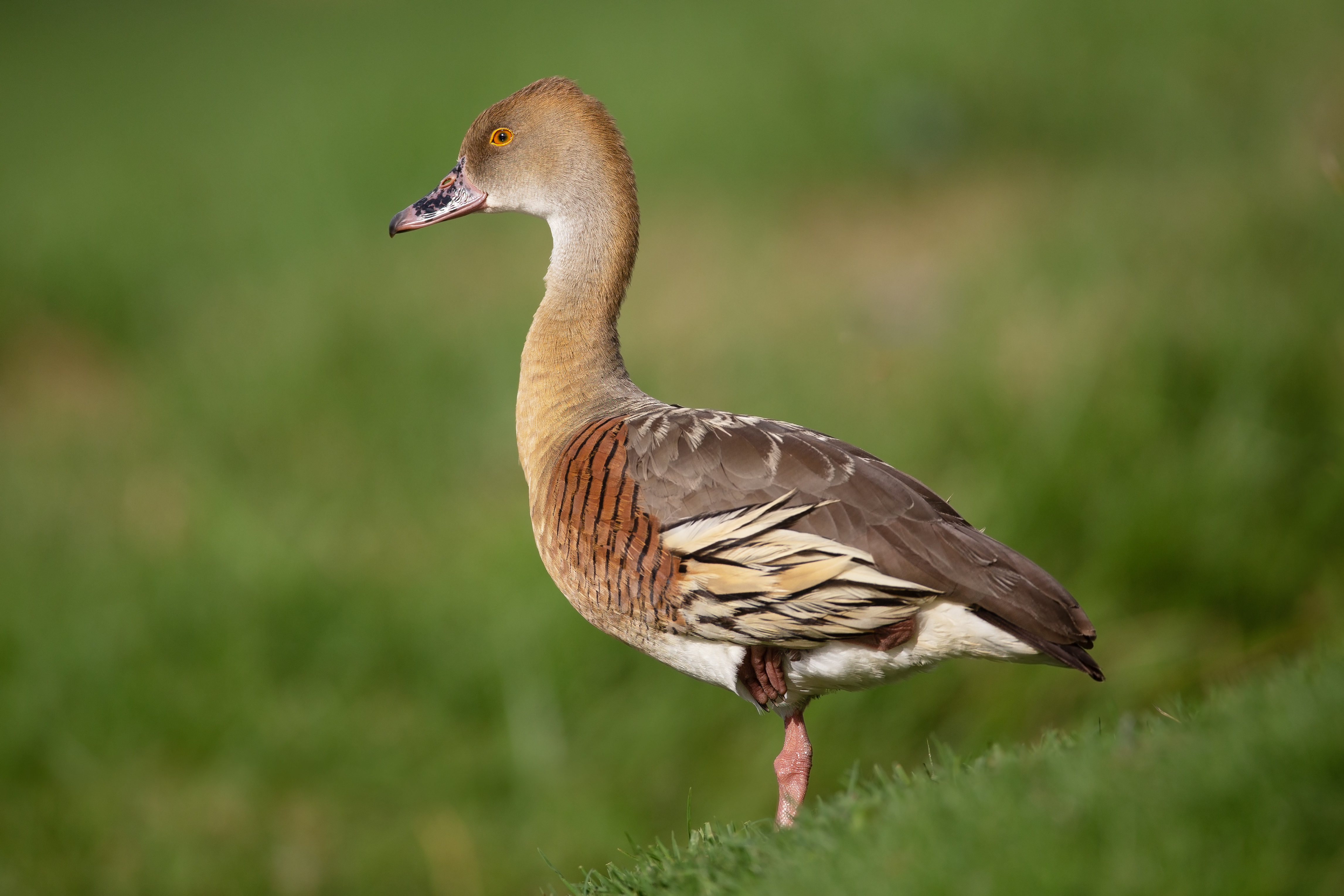